# Nigger in the Woodpile

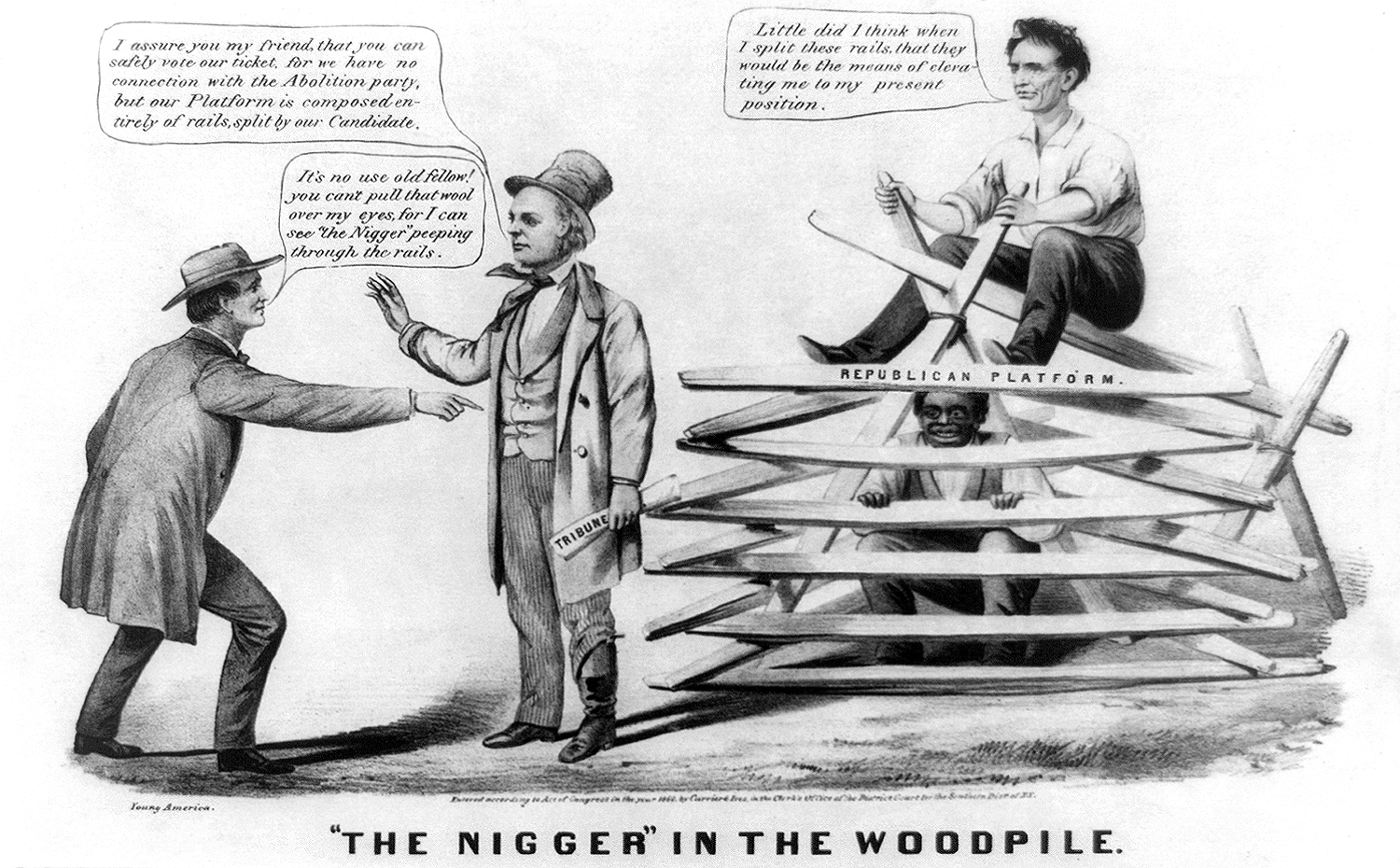
Eine Parodie der Democratic Party mit dem Titel The Nigger in the Woodpile, die die republikanischen Bemühungen, die Antisklaverei-Schwerpunkte in ihrem Programm von 1860 herunterzuspielen, aufgreift. Der republikanische Kandidat Abraham Lincoln, der als junger Mann als Arbeiter Holzschienen gespalten hatte, sitzt auf dem Stapel (vermutlich von Louis Maurer gezeichnet).

Nigger in the Woodpile (Englisch für „Nigger im Holzstapel“ oder „Nigger im Zaun“) ist eine Redewendung aus den Vereinigten Staaten, die besagt, dass eine wichtige Tatsache nicht preisgegeben, eine Verdächtigung ausgesprochen oder etwas Falsches ausgesagt wird.
Die Phrase wurde verstärkt im späten 19. und frühen 20. Jahrhundert verwendet. Die Nutzung ist seitdem zurückgegangen. Sofern diese Redewendung bei bekannten Persönlichkeiten verwendet wurde, erfolgte häufig der Vorwurf des Rassismus. Infolgedessen erfolgte eine Anpassung des Satzes auf „Ein Tiger im Holzstapel“ oder auf die Phrase „Skelette im Schrank“, die allerdings eine abweichende Konnotation beinhaltet.

## Herkunft
Die Redewendung mit den Begriffen Holzstapel und Zaun entwickelten sich ungefähr zwischen 1840 und 1850, als die Underground Railroad florierte. Obwohl nur wenige Nachweise vorliegen, wird vermutet, dass flüchtige Sklaven sich auf ihrer Flucht nach Norden unter einem Stapel Brennholz oder in Steinmauern versteckten. Eine weitere Annahme verweist auf die Transportpraxis von Holz für die Produktion von Zellstoff in speziellen Eisenbahnwaggons. Die für den Transport von Bauholz entworfenen Wagen bestanden aus einem Außenrahmen, in dem das Holz liegend gestapelt werden konnte. Durch den speziellen Aufbau war es möglich, Personen in dem Stapel zu verstecken.

## Nutzung
1904 erschien die amerikanische, vierminütige Stummfilmkomödie A Nigger in the Woodpile. Dieser Titel wurde als Redewendung in den 1920er und 1930er Jahren in Literatur und in den Filmen genutzt. So hat der Autor Frank Hardy 1927 die Phrase in der ersten Ausgabe des Buches The House of the Cliff der Reihe Hardy Boys auf Seite 77 verwendet. In der 1959 überarbeiteten Neuauflage entfiel dieser Ausdruck. 1930 veröffentlichte die Band Skillet Lickers das Lied Nigger in the Woodpile.
1929 verwendete der als Dr. Seuss bekannt gewordene Cartoonist und Kinderbuchautor Theodor Seuss Geisel den Begriff in dem umstrittenen Cartoon Cross-Section of The World's Most Prosperous Department Store („Querschnitt des wohlhabendsten Kaufhauses der Welt“). In der Folge suchen die Kunden nach Artikeln, die ihnen das Leben erschweren. Auf Tafeln werden Szenarien aufgezeichnet, die auf populären Redewendungen basieren. So versucht ein Mann, mit einem Netz eine Fliege für seine Salbe zu fangen. Ein anderer betrachtet Schraubenschlüssel, die er in eine Maschine wirft, und ein weiterer durchsucht einen Heuhaufen mit passenden Nadeln. Zum Schluss wird ein Mann gezeigt, der für seinen Holzstapel aus einem Sortiment von „Niggern“ den passenden auswählt.
Der Schriftsteller Zane Grey verwendet 1921 in dem Roman The Mysterious Rider mindestens zweimal, um eine Situation zu erklären, in dem Tatsachen vorsätzlich ausgelassen werden. 1930 entwickelt die Schauspielerin Marion Davies gemeinsame Redewendungen und Ausdrücke, die sie in der „Pre-Code“-Komödie Not So Dumb konsequent nutzt. Als sie die verlegten Billardkugeln findet, die sie als Stopfei für ihre Näharbeiten verwendet. ruft sie stolz aus:

“I just knew there was a woodpile in the nigger, when I couldn't find him.”

„Ich wusste nur, dass ein Holzstapel im Nigger war, als ich sie nicht finden konnte.“

1937 wurde die Phrase in dem Looney-Tunes-Cartoon Porky's Railroad verwendet. Edmund Goulding nutzte 1946 diesen Satz in der Verfilmung des Romans The Razor's Edge von William Somerset Maugham. Einer der amerikanischen Protagonisten, der kurz vor einem Geschäftsabschluss steht, sagt zu dem Erzähler:
„I'll fly down to Texas to give the outfit the once-over, and you bet I'll keep my eyes peeled for a nigger in the woodpile before I cough up any ... dough."

„Ich fliege nach Texas, um das Outfit zu überprüfen, und Sie können darauf wetten, dass ich nach einem Nigger im Holzstapel Ausschau halte, bevor ich irgendeinen ... Teig ausspucke.
Der Schriftsteller William Faulkner verwendet 1936 in Kapitel 3 seines Romans Absalom, Absalom! den Satz, wenn er von den Erfolgen seiner Baumwollplantage berichtet: 
„… some among his fellow citizens who believed even yet that there was a nigger in the woodpile somewhere.“ „… einige unter seinen Mitbürgern, die sogar noch glaubten, dass irgendwo ein Nigger im Holzstapel war.“ 
Der niederländische Informatiker Edsger W. Dijkstra verwendet diesen Ausdruck in einer 1975 veröffentlichten (fiktiven) „Antwort an die Schiedsrichter“, die sich über Programmieralgorithmen austauschen. Der Körpertrainer Joseph H. Pilates schrieb 1934 auf Seite 18 seines Buches Your Health: A Corrective System of Exercising that Revolutionizes the Entire Field of Physical Education: „This is the 'Nigger in the wood pile'“. („Dies ist der Nigger im Holzstapel“)
Die britische Schriftstellerin Agatha Christie verwendete den Ausdruck als Titel für Kapitel 18 des Hercule-Poirot-Romans Dump Witness von 1937, der später in den USA als «Poirot Loses a Client» erschien. Im Nachhinein erhielt das Kapitel die Überschrift „Ein Kuckuck im Nest“. In dem Buch After the Funeral wird die Phrase im Kapitel 22 von einem Protagonisten verwendet. Weiterhin wurde der Satz auch in den frühen Ausgaben von Christies Roman And Then There Were None, der zunächst unter dem Titel Ten Little Niggers erschien, verwendet, wurde aber in späteren Ausgaben in That's a fly in the salbe (Da ist eine Fliege in der Salbe) geändert. In dem 1952 erschienenen Roman They Do It with Mirrors, der in den USA unter dem Titel Murder with Mirrors veröffentlicht wurde, fand der Ausspruch ebenfalls Verwendung. In den Auflagen von 1985 ist der Satz weiterhin zu finden.
Der US-amerikanische Schauspieler W. C. Fields variierte den Satz in seinen Filmen. In You Can’t Cheat an Honest Man (1939) sagte er, „there was an Ubangi in the fuel supply“ („Es gibt einen Ubangi in der Kraftstoffversorgung“). In dem 1940 erschienenen Film My Litte Chickadee fand er einen „Ethiopian“ (Äthiopier) in der Zufuhrleitung. Die britische Schauspielerin Pat Kirkwood und der südafrikanisch-britische Entertainer Graham Payn sangen die Zeile in dem Lied This Could Be True, das Teil des 1950er Musicals Ace of Clubs von Noël Coward war.
Der populäre westliche Autor Louis L’Amour variierte 1954 in Crossfire Trail: „Now there seemed to be a larger African in the woodpile, or several of them.“ („Jetzt scheint es einen großen oder mehrere Afrikaner im Holzstapel zu geben.“) 1971 nutzte die britische Band Supertramp den Ausdruck in ihrem Lied Potter. 10cc verwendete die Zeile in dem Lied The Second Sitting for the Last Supper, das auf dem Album The Original Soundtrack von 1975 erschienen ist.
Im 20. Jahrhundert wurde der Ausdruck immer seltener verwendet, und die gelegentliche Verwendung durch Personen des öffentlichen Lebens kontrovers diskutiert und entschuldigt. Der Vorsitzende der britischen konservativen Partei David Cameron wurde im Juli 2008 aufgefordert, den konservativen Politiker Robert Dixon-Smith zu entlassen, als dieser sich im House of Lords besorgt über die staatliche Wohnungsgesetzgebung zeigte und dabei die Phrase „Nigger in a woodpile“ verwendete. Dixon-Smith entschuldigte sich, dass dieser Satz ohne sein Nachdenken herausgerutscht und die Redewendung in seiner Jugend üblich gewesen sei.
Die britische konservative Politikerin Anne Marie Morris sagte im Juli 2017 im Rahmen der Brexit-Verhandlungen, dass „ein Brexit ohne ein Abkommen mit der Europäischen Union ‚der wahre Nigger im Wald‘“ sei. Später entschuldigte sie sich mit den Worten „The comment was totally unintentional. I apologise unreservedly for any offence caused.“ („Die Bemerkung war völlig unbeabsichtigt. Ich entschuldige mich vorbehaltlos für alle verursachten Beleidigungen.“) Die Premierministerin Theresa May entband daraufhin Morris von ihren Aufgaben als Parteichefin. Am 12. Dezember 2017 wurde Morris wieder als Parteichefin berufen. Am darauffolgenden Tag fand die entscheidende Abstimmung über den Brexit-Prozess statt. Obwohl Morris mit der konservativen Regierung stimmte, unterlag die Regierung mit vier Stimmen.
2018 wurde bekannt, dass der irische Rennwagenfahrer und Kommentator Derek Daly den Ausdruck 1980 in einem Radiointerview verwendet hat. Er beschrieb die Tatsache, dass er der einzige Nicht-Amerikaner in seinem neuen Rennteam gewesen sei. Infolgedessen wurde Daly als Kommentator entlassen. Sein Sohn verlor auch seinen Sponsor für das Wochenende.
Die australische Kommunikations- und Medienbehörde ACMA entschied 2019, dass der Radiosender 2GB gegen den „Commercial Radio Code of Practice“ verstoßen habe, als der Rennfahrer und Kommentator Alan Jones während der Sendung einen „rassistisch motivierten Satz“ verwendete. Zahlreich beschwerten sich die Hörer bei der ACMA, nachdem Jones den umstrittenen Satz im August 2018 verwendet hat, den er nutzte, um den sich abzeichnenden zweiten Führungswechsel der Liberalen Partei Australiens zu kommentieren:

“The nigger in the woodpile here, if one can use that expression – and I'm not going to yield to people who tell us that certain words in the language are forbidden – the person who's playing hard to get is Mathias Cormann.”

„Der Nigger auf dem Holzstapel hier, wenn man diesen Ausdruck verwenden kann - und ich werde nicht Leuten nachgeben, die uns sagen, dass bestimmte Wörter in der Sprache verboten sind -, die Person, die sich schwer tut, ist Mathias Cormann.“

Die ACMA stellte fest, dass der Ausdruck weiterhin als rassistisch anzusehen ist, die Verwendung in der Sendung vermutlich aber nicht zu Hass, ernsthafter Verachtung oder schwerem Spott aufrief. Das Management von 2GB erklärte, dass der Begriff nicht mehr in der Sendung verwendet werde.
Im November 2019 behauptete ein Helfer, dass Prinz Andrew, Duke of York den Ausdruck während eines Handelstreffen in der Downing Street verwendet habe.